# Jonathan Martín Carabias
Jonathan Martín Carabias (Santa Marta de Tormes, Castella i Lleó, 6 de març de 1981) és un futbolista castellanolleonès que ocupa la posició de defensa.

## Trajectòria
Sorgeix del planter del Reial Valladolid. Puja el 1999 al Valladolid B i tres anys després s'incorpora al primer equip, tot debutant a la màxima categoria la temporada 02/03. Amb els val·lisoletans hi jugaria 16 partits el primer any i 31 el segon, en el qual l'equip castellanolleonès va baixar a Segona Divisió. A la categoria d'argent, en jugaria d'altres 26.
Després d'una breu estada al Cultural Leonesa, el 2005 fitxa pel Racing de Ferrol. Amb els gallecs ha militat dues temporades a Segona, a les dues perdent la categoria, la 05/06 i la 07/08.